# 황교안
황교안(黃敎安, 1957년 5월 14일~)은 대한민국의 검사 출신 변호사이자 정치인이다. 제63대 법무부 장관과 제44대 국무총리를 역임하였고, 박근혜 대통령 탄핵 이후 대통령 권한대행직을 수행하였다. 2020년 2월 17일부터 2020년 4월 15일까지 미래통합당의 당대표를 역임했다. 2025년 7월 12일에는 자유와혁신을 창당했다.
1981년 사법시험에 합격하여 사법연수원 13기로 수료한 후 1982년 12월 춘천지방검찰청 검사시보로 검사 활동을 시작했다. 대검찰청 공안과장과 서울지검 공안부장 등을 지냈으며, 검사 시절 국가보안법 해설서를 낼 정도로 체제·이념 문제에 전문성이 있는 공안(公安) 검사로 유명했다. 2011년 부산고등검찰청 검사장을 지낸 뒤, 2011년 9월 19일부터 2013년 1월까지 법무법인 태평양 고문 변호사로 활동했다.
2013년 제63대 법무부 장관이 되었다. 법무부 장관으로 재직 중 이석기 내란 선동 사건 수사와 통합진보당 해산 과정에서 주도적인 역할을 하였다. 법의 문턱을 낮추기 위한 일환으로 무변촌 지역 주민들을 위해 마을변호사 제도를 신설하여 확대하였다.
2015년 5월 제44대 국무총리 후보로 지명되어, 2015년 6월 18일 취임하였다. 2016년 12월 9일 박근혜 대통령 탄핵 소추가 가결되어 2017년 5월 9일까지 대통령 권한대행을 맡았다.
2019년 1월 자유한국당(현재 국민의힘)에 입당하였고, 2월 27일 전당대회에서 당 대표에 당선되었다. 2020년 2월에는 자유한국당(현재 국민의힘), 새로운보수당, 미래를 향한 전진 4.0을 포함한 중도·보수 단체들이 통합하여 탄생한 정당인 미래통합당의 당대표가 되었다. 그러나 21대 총선 참패의 책임을 지고 당대표직을 비롯한 모든 당직에서 사퇴했다.
그는 21대 총선 부정선거를 주장했으며, 윤석열의 12.3 계엄을 옹호하는 행보를 보여오고 있다.

## 생애

### 출생과 성장
1957년 서울특별시 용산구 서계동에서 아버지 황대복과 어머니 전칠례 사이에서 6남매 중 막내로 태어났다. 그의 부모는 황해도 연백군과 해주시가 고향이나 6.25전쟁을 피해 강화군 교동면으로 이주하였다가 서울로 이사했다. 이후 그의 부친은 고물상 등을 하였다. 황교안은 봉래초등학교와 광성중학교를 졸업하고 경기고등학교에 진학하여 학도호국단 연대장을 했다. 재수 끝에 1977년 서울대학교 입학시험에 떨어져 후기인 성균관대학교 법학과에 들어갔다. 만성 담마진이라는 가려움증을 유발하는 피부병으로 1980년 7월 제2국민역 판정을 받아 병역이 면제되고 1981년 사법시험에 합격해 검사가 되었다.

### 검사 생활
1981년에 제23회 사법시험에서 합격하여, 사법연수원 제13기에 들어가 1983년 2월 수료하였다. 1982년 12월 춘천지방검찰청 검사시보가 되어 1983년 3월까지 시보 생활을 하다 1983년에 청주지방검찰청 검사로 정식 발령된 이후 1987년 서울지방검찰청 검사, 1990년 대검찰청 검찰연구관을 거쳐 1992년 서울지방검찰청 검사, 1994년 법무연수원 교관, 1995년 창원지방검찰청 통영지청장, 1997년 사법연수원 교수 등을 역임하였다. 1999년 서울지방검찰청 북부지청 형사제5부 부장검사, 2000년 대검찰청 공안제1과장, 2002년 서울지방검찰청 공안제2부 부장검사, 2003년 부산지방검찰청 동부지청 차장검사, 2004년 서울고등검찰청에서 검사로 재직하였으며 2005년부터 2006년까지는 서울중앙지방검찰청 제2 차장검사로 재직하면서 삼성 X파일 사건과 국정원·안기부 도청사건의 수사를 지휘하였다.
서울지검 공안2부에 재직하던 1990년 2월 7일 "한통련ㆍ유럽민협 등 해외단체와 범민족대회 관련한 자료를 팩스를 통해 주고 받았다."는 이유로 전민련 국제협력국장 김현장을 국가보안법의 국가기밀누설ㆍ회합통신ㆍ금품수수죄 등을 적용하여 구속하여 징역10년 자격정지10년을 구형하여 징역 7년 자격정지7년을 선고받게 하였으며 서울지검 공안1부에 재직하던 1992년 12월 23일에는 ‘남한조선노동당 사건’과 관련해 황인욱에게「1992년도 국방예산안 개요」를 넘겨진 이유로 김대중 대표 비서 이근희, 민주당 김대중 전 대표 국방위원회 담당 업무보조원 이근희(26)를 구속기소하여 징역10년 자격정지10년을 구형하여 징역3년 자격정지3년을 선고받게 하고 1999년에는 파업유도 사건으로 인하여 특별검사팀에 파견되어 수사를 하기도 했다. 서울지검 공안2부 부장검사에 있을 때인 2002년 한총련 대학생들이 주한 미국상공회의소 점거하여 농성을 하였는데 이때 38명의 주동자들을 전원 구속수사하였다.
대구고등검찰청 검사장으로 부임한 이후 일선 청에서 충분한 진술 기회를 갖지 못한 항고 사건 당사자들에 대해 고등검찰청에서 조사 또는 면담을 실시해 사건 처리에 반영하는 항고사건 당사자 조사·면담제와 지검·지청을 방문한 사건 당사자들을 상대로 적법성, 인권보호, 진술만족도, 신속성, 친절도 등 5개 항목에 대한 전화 모니터링을 실시하는 리턴 콜(return call) 제도와 같은 특색있는 민원인들과의 소통제도를 도입해 사건 당사자들은 물론 국정감사에서 좋은 평가를 받았다. 이와 동시에 고소·항고사건처리의 질적 향상을 위해 원처분청(지검 또는 지청)·고소사건 수사의 충실성을 평가하는 항고사건 평정제도와 불기소 및 항고기각 이유에 대한 당사자의 이해도를 높이기 위해 항고기각사유 기재 내실화 방안도 새롭게 도입, 실시하였다. 임정혁 차장검사는 "고검장 부임 이후 전국에서 처음으로 특색있게 추진하고 있는 제도로 반응이 무척 좋으며, 국정감사에서도 호평을 받았다."고 말했다. 그리고 사회지도층이 골프를 지양하고 솔선수범하는 건전한 문화를 만드는 데는 테니스 모임이 최고라는 평소 생각에 따라 대구광역시와 경상북도 민관의 화합과 친선 도모를 위한 방법으로 테니스 경력 20년으로 상당한 실력을 가진 황교안이 주도하여 대구지방검찰청에서 테니스 모임을 이끌던 조순철 사무관이 총무를 맡아 평소 테니스를 즐겨 하던 지역의 각계 인사 20여 명으로 모임을 꾸려 2009년 9월 테니스 모임인 목야회를 출범하여 매주 목요일 밤마다 테니스를 했다.
부산고등검찰청 검사장으로 있던 2011년 5월11일 부산 호산나교회 특별 강연에서 김대중 정부를 지칭하며 "이런 분이 대통령이 딱 되고 나니까 서울지검 공안부에 있던 검사들, 전부 좌천됐다."고 하면서 당시 대법원 소속 사법연수원 교수로 있던 자신은 인사상 불이익을 받지 않아 "하나님께 환란으로부터 도피를 허락해주신 것에 감사드렸다."고 밝혔다.

#### 2000년대 이후 활동
제17대 대통령 선출을 위한 선거 운동이 한창이던 2007년 10월 21일 자신의 블로그에 <하느님 편에서 보기>라는 제목의 글에서. "요즘 한나라당에서는 경선후보들 사이에 검증공방이 한창이고, 그 과정에서 소위 네거티브 전술도 종종 등장하여 사회적 비난의 대상이 되고 있다."며 "유력한 경선후보 중의 한 분은 독실한 크리스천으로 알려져 있지만, 그럼에도 불구하고 경선 경쟁은 몹시 추한 모습을 보이고 있다. 아직까지는 세상 사람들이 크리스천이 왜 그런 모습을 보이느냐고 질책하지 않고 있는 것이 그나마 다행이다."라고 하면서 한나라당 대통령 후보자인 이명박을 비판했다.
대한항공 858편 폭파 사건, 임수경 밀입북 사건’ 등의 공안 수사에서 활약했던 황교안은 서울중앙지방검찰청 검사장 자리에 물망에 오르기도 했으나 탈락하여 2006년 수원지방검찰청 성남지청장, 2007년 서울고등검찰청 검사,황교안의 검사장 탈락, 밉보였나 무능했나 한겨레신문 2015년 5월 29일자</ref> 2008년 3월 법무연수원 기획부장을 거쳐 2009년 1월 창원지방검찰청 검사장으로 부임했고, 2009년 8월 대구고등검찰청 검사장, 2011년 1월 부산고등검찰청 검사장으로 부임했다가 2011년 8월 2일 검찰에서 퇴직하여. 2011년 9월 19일부터 2013년 1월까지 법무법인 태평양 고문 변호사로 활동했다.

#### 삼성 X파일 사건 수사와 안기부, 국정원 수사, 강정구 수사
서울중앙지검 2차장이던 김은성이 2005년 7월 국가정보원 도청 자료를 통해 폭로된 이른바 ‘삼성 X파일 사건’ 특별수사팀의 지휘를 맡았다. '삼성 X파일 사건'은 1997년 이학수 전 삼성 부회장과 중앙일보 홍석현 회장이 검찰 간부들에게 '떡값'을 줄 계획에 대해 논의하는 내용 등을 국가안전기획부(현 국가정보원)가 불법 도청한 사건으로, 안기부 도청 조직 '미림' 팀장이 면직 후 X파일을 외부로 유출해 2005년 7월 언론을 통해 세상에 공개됐다. 횡령과 뇌물공여 혐의를 받던 이건희 삼성 회장을 서면조사만 하고 수사를 마무리하는 등 삼성 쪽 인사 모두를 불기소 처분했다. 반면 X파일 내용을 보도한 이상호 <문화방송>(MBC) 기자와 녹취록 전문을 실은 김연광 <월간조선> 편집장, ‘떡값 검사’의 실명을 공개한 노회찬 의원을 통신비밀보호법 위반 혐의로 기소함으로써 '삼성 X파일 사건'을 '불법 도청 사건'으로 몰고 가는 식으로 '재벌 봐주기'를 했다는 비판을 받았다. 2005년 국정원·안기부 도청사건 수사를 지휘했고, 같은 해 국가보안법과 사상의 자유 사이의 논란이 컸던 강정구 교수 사건 때 구속수사를 추진했다. 당시 천정배 법무부장관이 지휘권을 발동해 불구속 기소처리해, 그는 천정배와 갈등하였다. 결국 김종빈 검찰총장이 물러나기도 했다.
그 뒤 2006년 검사장급 인사에서 낙마해 당시 노무현 정부가 공안분야를 홀대하는 것 아니냐는 논란을 낳기도 했다.

### 변호사
검사에서 퇴임한 후 변호사로 활동하다가 2011년 10월 3일 법무법인 태평양의 고문변호사가 되었다. 검사에서 물러난 이후 2011년 9월부터 1년5개월간 법무법인 태평양에서 근무하며 15억9000여 만원을 받았으며 2014년 10월에는 3억 97만원을 받았다. 변호사로 활동하면서 국가보안법 해설서를 펴냈다.
2011년 12월 14일에는 방송통신심위위원회 산하 선거방송심의위원회 위원에 위촉되고, 같은 날 선거방송심의위 위원장에 선출되었다. 이 무렵 그는 서울지방경찰청에 수감중인 대북사업가인 장기수 이 모씨의 변호사에 선임되어, 그의 변호도 맡기도 했다. 2012년 CBS 방송 자문위원에 위촉되었다.

### 법무부 장관
2013년 1월 박근혜 정부에서 법무부장관 후보로 내정되었고, 야당의 반대에도 불구하고 3월 청문회를 통과하여 제63대 법무부 장관이 되었다. 법무부 장관으로 2014년 신고한 재산내역은 모두 25억8925만원이었으며 법무부 장관으로 재직 중에 대통령 비서실장으로 임명된 김기춘과 함께 이석기 내란 선동 사건 수사와 이석기 의원 등이 RO 사건으로 구속된 직후인 2014년 9월 법무부에 위헌 정당·단체 관련 대책 TF를 만들고 일선 검찰청에 묵혀둔 각종 수사 자료를 TF로 총집결시켜 정밀 분석한 끝에 2014년 11월 헌법재판소에 청구한 통합진보당 해산 과정에서 주도적인 역할을 하면서 공안정국을 이끌며 중장년층의 보수층 사이에서는 "대권후보감"이라며 지지를 받았으며 통합진보당 해산 결정이 내려진 뒤 사석에서 "민주노동당이 2000년 창당했을 때 언젠가 위헌 정당 심판이 있을 줄 알고 내 나름대로 준비를 해왔다"고 밝혔다. 법무 행정에 있어서는 법의 문턱을 낮추기 위한 일환으로 무변촌 지역 주민들을 위해 마을변호사 제도를 신설하였고, 이후 제도를 보완하여 전체 무변촌 1,412곳에 마을변호사 1,455명을 배치하였다.

#### 이석기 내란음모 사건
2013년 9월 4일 정부를 대표하여 국회에서 이석기 의원에 대한 체포동의 요청 이유를 설명한 황교안 장관은 이 사건 범행을 자유민주적 기본질서에 대한 정면도전이자 위협이라 하였다. 이석기에 대한 체포동의안은 재석의원 289명 가운데 찬성 258명, 반대 14명, 기권 11명, 무효 6명 등 압도적인 표차로 통과되었고, 수원지방법원에서는 같은 달 5일 이석기에 대한 구속영장을 발부하였으며 검찰은 같은 달 26일 이석기 등을 내란음모 등 혐의로 기소한 후 2014년 2월 3일 결심 공판에서 징역 20년을 구형하였다. 2014년 2월 17일 수원지법은 내란음모, 선동 혐의를 모두 유죄로 인정하여 이석기에 대하여 징역 12년과 자격정지 10년을 선고하였다. 이에 검찰과 피고인측은 모두 항소를 하였고 2014년 8월 11일 서울고법 재판부는 내란선동에 대하여는 유죄를 인정하였으나 내란음모는 무죄로 판단하고 이석기에 대하여 징역 9년에 자격정지 7년을 선고하였다. 역시 양측이 모두 상고하여 이 사건은 전원합의체에 회부되었는데, 2015년 1월 22일 대법원은 내란선동은 인정되나 내란음모는 인정되지 않는다는 취지의 다수 의견에 따라 상고를 기각하였고, 이석기에 대해 징역 9년을 선고한 원심은 확정되었다.

#### 통합진보당 해산심판 사건
이석기 사건과 맞물려 본격적으로 진행된 통합진보당에 대한 ‘위헌(違憲)정당해산심판’ 청구에서도 황교안 장관은 정부대리인으로서 직접 변론기일에 출석하여 “통합진보당의 최고 이념인 진보적 민주주의와 강령의 구체적 내용은 현 정권을 타도하고 북한과 연방제 통일을 이루겠다는 것으로 북한식 공산주의를 실현하려는 것”이라고 지적했다. 황교안 장관은 2014년 11월 25일에 있었던 최종변론에도 직접 출석하여 "통진당의 강령은 주체사상을 지도이념으로 한 북한의 대남혁명전략을 그럴듯하게 포장한 것에 불과하다"며 "이들이 실제로 추구하고 있는 진보적 민주주의 역시 용공 정부 수립과 연방제 통일을 통한 '북한식 공산주의'를 실현하는 것"이라며 정당해산을 거듭 촉구했다. 그리고 헌법재판소는 2014년 12월 19일 재판관 9명 중 8명 인용 의견으로 통진당 해산결정을 하였다.

### 국무총리
법무장관 재직 중이던 2015년 6월 13일 국무총리 후보자로 내정되어 청문회를 통과한 후 제44대 국무총리가 되었다.
총리로 내정된 것과 관련하여 청와대는 "2015년 5월 21일 오전 10시 국무총리 내정자를 발표하겠다"고 했으나 10시 5분 전, 돌연 '총리 발표'를 연기했다. 청와대 민경욱 대변인이 청와대 춘추관으로 급하게 뛰어와 "보도를 늦춰달라"고 하는 과정에서 기자들 사이에 '후보자 교체, 무기한 연기'라는 소문이 돌았다. 다시 10시 5분경, 민경욱 대변인이 춘추관을 방문하여 "10시 15분에 발표가 있을 예정"이라고 한 후, '황교안 법무부장관의 국무총리 후보자 내정'을 발표하였다. 이런 해프닝에 대하여, '새누리당이 공안 총리에 대한 야당 반대를 우려하여 박근혜 대통령에게 재고하라'고 제동을 걸었기 때문이라며 당-청 갈등이 원인이라는 논란이 일었다.

#### 대통령 권한대행

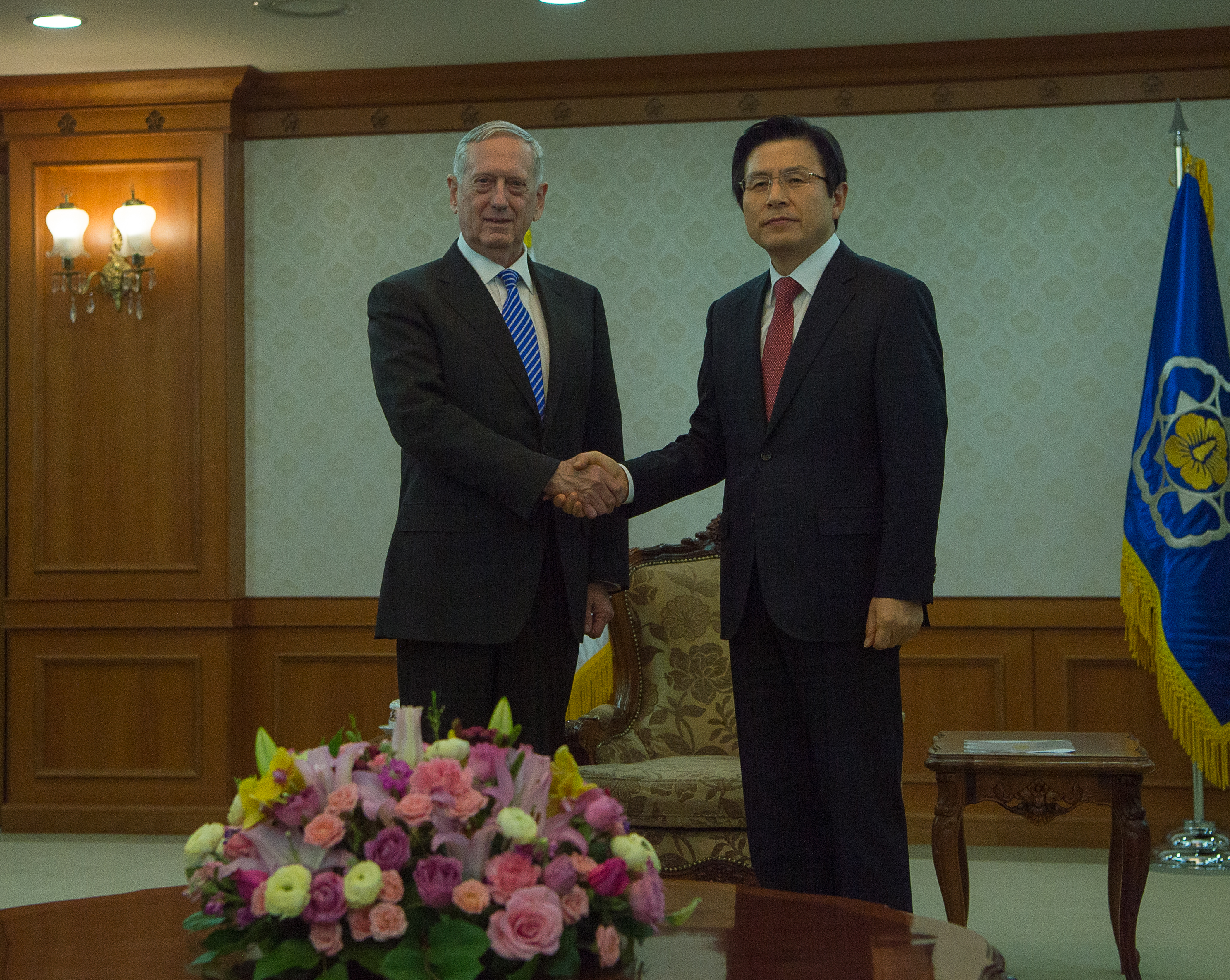
2017년 2월 첫 순방국으로 대한민국을 방문한 미 국방장관 제임스 매티스와 황교안 대통령 권한대행

2016년 12월 9일 박근혜 대통령 탄핵 소추가 가결되어 2017년 5월 9일까지 대통령 권한대행을 맡아 문재인 정부가 출범한 2017년 5월 10일까지 대통령 권한대행을 맡았다. 2017년 3월 9일까지는 직무정지된 박근혜 대통령의 권한대행이었으나, 대통령 박근혜의 파면 선고로 단독 통치권자가 되었다. 그러나 내각 인사의 변동은 없었다.
대통령 탄핵으로 인하여 보궐선거가 예정된 가운데 보수층에서 유력 대권주자로 거론되었으나, 2017년 3월 15일 대선 불출마를 선언하였다.
2017년 5월 9일에 있었던 대통령 보궐선거에서 문재인 후보가 당선되어 취임한 직후에 사표를 제출하였고, 2017년 5월 11일 문재인 대통령이 황교안 국무총리의 사표를 수리함에 따라 당분간 유일호 경제부총리가 국무총리 권한대행을 맡았다.

### 국무총리 퇴임 이후
퇴임 이후 간증 집회에 여러 차례 참석했던 황교안은 2017년 10월 22일 경기 남양주시 별내동 창대교회(조용연 목사)에서 간증 집회 강사로 초청 받아 '그리스도인 된 은혜'(고후 6:1-10)라는 제목으로 가난한 집안에서 자란 아이가, 예수를 믿은 뒤 성공한 삶을 살게 된 과정을 간증한 황교안은 "은혜를 계속 받으려면, 하나님 자녀 답게 살도록 노력해야 한다"고 말했다.
2018년 5월 2일 공개된 중학교 역사·고등학교 한국사 교육 과정 및 집필 기준 시안에 자유민주주의 대신 민주주의라는 표현이 등장하자 황교안은 자신의 페이스북에 "내용이 참 황당하다. 현재의 자유민주주의를 민주주의로 바꾸겠다고 한다. 그러면 사회주의 혁명 세력이 주장하는 인민민주주의도 가능할 수 있다는 것이냐"면서 "대한민국의 자유민주주의를 지켜야 한다"고 밝혔으나 이헌환 아주대학교 법학 전문 대학원 교수는 "자유민주주의는 크게 보면 민주주의의 한 내용"이라면서 "민주주의라고만 표현했다고 사회주의적 민주주의나 북한식 인민민주주의를 인정한다고 생각하는 것은 잘못"이라고 주장하면서 "헌법이 근대적 자유주의와 민주주의가 결합한 형태의 자유민주주의만 허용한다는 견해는 학계에서 일반적이지 않다"고 말했다.
2018년 8월, 자신의 수필집인 <황교안의 답>을 출판했다. 부제는 '황교안, 청년을 만나다'이다. 9월에는 서울 양재동 매헌윤봉길의사기념관에서 출판기념회를 열었고, 이 자리에는 자유한국당 의원들과 박근혜 정부 당시 관료들 여러 명이 참석하였다. 황 전 총리는 박근혜 정부에 대해 "개혁지향정부라고 말할 수 있다"며 "민생 지향과 경제 살리기에 역점을 두었고 실제로 적지 않은 성과를 이뤄냈다"고 말했다. 또한 "지난 정부의 모든 노력이 소위 ‘적폐 청산’이라는 미명하에 쓸려 가고 있어 매우 안타깝다"고도 말하였다.

### 정계 진출
2019년 1월 15일 자유한국당에 입당했다. 입당 기자회견에서 황교안은 박근혜 정부에 대해서는 "지난 정부에서 마지막 총리를 지낸 사람으로서 국가적 시련으로 국민들이 심려를 갖게 한 점에 대해 송구스럽게 생각한다"면서도 "잘못된 부분과 잘한 부분을 그대로 평가해야지, 모든 것을 국정농단이라고 재단하는 것은 옳은 평가는 아니다"라고 의견을 밝혔다.
2019년 2월 27일에 있었던 자유한국당 제3차 전당대회에서 종합 득표율 50.1%을 기록하며 당 대표에 당선되어 입당 43일만에 자유한국당의 제2대 당 대표로 선출되었다. 이후 열린 보궐선거에서 검찰 후배인 정점식을 영입하여 당선시켰으나 보수가 분열된 상황에서 보수통합을 두고 갈피를 잡지 못한 채 어려움에 쳐하였다.
이언주 무소속 의원, 박인숙 한국당 의원, 김숙향 서울 동작갑 당협위원장 등이 조국 법무부장관 후보자에 대한 임명 철회와 사과를 요구하며 삭발을 하자 황교안은 삭발 릴레이에 동참하여 청와대 앞에서 생중계를 하면서 삭발을 하였으며 야당 대표의 삭발에 대해 청와대에서 "대화로 해결하자"며 만류하기도 했으나 결국 삭발을 하였다.
총리 시절부터 종교 편향 논란을 야기하며 불교계와는 관계가 좋지 않았던 황교안은 2019년 부처님 오신 날 법요식에 참석하기 위하여 조계종을 찾았으나 합장과 관불 의식 등 불교 의식을 거부한 것에 대해 조계종 종교평화위원회로부터 "공당의 대표직에서 물러나 자연인으로 돌아가라"는 비판을 받는 등 논란이 있었으며 기독교 대한민국을 표방하는 전광훈 목사가 이끄는 한기총의 문재인 퇴진 철야 국민대회에 나경원 원내대표와 함께 참석하여 전광훈이 "황교안 대통령으로 만들자"고 나서자 집회 후반부에 무대에 올라 "싸움이 시작됐다. 그러나 이기기로 돼 있는 싸움이 시작된 거다 반드시 똘똘 뭉쳐서 문재인 정권을 이겨내자"고 연설하고 새벽까지 밤샘 기도에 함께 했다.
2019년 10월 21일 국회 국방위원회 국방부 국정감사에서 "2017년 박근혜 전 대통령 탄핵 정국 당시 황교안 대표가 대통령 권한대행으로서 계엄령 선포를 검토하는 과정에 관여했다"는 정황이 담긴 문건이 공개되자 다음날 의원총회를 마친 직후 "계엄령의 '계'자도 못 들었다. 저에게는 보고된 바 전혀 없었다"며 "지금 그 이야기는 거짓이다. 그냥 넘어갈 수 없다. 고소나 고발을 통해서 사법조치가 되도록 할 것"이라고 밝혔다.
세월호 침몰 사고에 대한 재수사 논란과 자유한국당 김세연 의원이 황교안 대표에 대해 물러날 것을 요청하며 당 쇄신 요구하고 이어지고 있는 가운데 황교안은 11월 20일 한일군사정보보호협정 종료 철회, 고위공직자범죄수사처 설치법과 연동형 비례대표제 선거법 중단 등 3가지 조건을 걸고 국회의사당과 청와대 앞에서 “대한민국의 안보와 경제가 파탄 났다. 자유민주주의가 무참히 짓밟히고 있다”며 “정부와 범여권이 밀어붙이는 폭거에 항거한다"고 하면서 죽음을 각오하고 단식농성을 하였으나 농성장 주변에 당직자용 천막을 설치한 것이나 이중의 질서유지선을 설치하여 접근을 통제하거나 영양제 복용 문제 등으로 황제 단식 논란이 있었으며 이에 대해 김어준은 김어준의 뉴스공장에서 "죽음을 각오한 것이지 추위를 각오한 것은 아니지 않느냐"고 했다. 단식이후 청와대 정무수석, 국무총리 등이 단식 현장을 찾아 "대화로 문제를 풀자"며 단식 중단을 요청받았음에도 단식을 계속하다 11월 23일부터 누워서 단식을 이어가던 황교안은 단식 8일째인 11월 27일 밤11시에 구급차로 병원으로 이송하여 전해질 검사 결과 저나트륨 진단을 받았다. 이후 단식을 중단하고 12월 2일부터 당무에 복귀하였다.
단식 농성을 마치고 나경원 원내대표 후임에 심재철을 임명하고 첫번 째 외부 일정으로 12월 6일에 서울대학교 경제학부 학생들을 대상으로 '위기의 대한민국, 경제위기와 대안' 특강에서 "주 52시간 제도를 노사 간 합의를 권장해서 유도하는 건 가능하지만 처벌하는 나라는 없다"며 이같이 밝혀 12월 11일  김어준의 뉴스공장에서 세계 각국의 사례를 열거하며 반박하였으며 특강 이후 비공개로 질의응답의 시간을 가졌다.
황교안 자유한국당 대표는 2019년 12월 11일 한국당을 제외한 여당과 일부 야당이 내년도 예산안 수정안을 강행 처리한 데 대해 "우리가 소중하게 여기고 지키고자 피를 흘리고 목숨을 바쳐서 지켜왔던 대한민국의 [[자유민주주의가 무너졌다"면서 "이제 민주주의의 마지막 종언을 고하는 선거법, 공수처법을 처리하려고 할 것"이라며 "정말 목숨걸고 막겠다"고 하고 국회의사당 중앙홀에서 2주일 동안 농성과 규탄대회를 하다 피로 누적으로 병원에 입원했다. 12월 23일 상정된 선거법 개정안에 필리버스터로 맞섰지만, 회기가 변경되면서 선거법이 표결에 들어가 12월 27일 가결되자 "대한민국의 민주주의가 죽었다. 2019년 12월 27일 대한민국 국회에서”라고 했다.
2020년 2월 7일 "종로를 반드시 정권 심판 1번지로 만들겠다"며 4.15 총선에서 종로구 출마를 선언했다. 이후 자신의 모교 성균관대학교가 있는 명륜동으로 전입한 후, 2월 12일에는 예비후보로 공식 등록하였다. 하지만 총선에서 이낙연에게 패함은 물론, 미래통합당도 더불어민주당에 대패했다. 결국 선거 당일 총선 패전의 책임을 지고 미래통합당의 모든 당직에서 전격 사퇴했다.
제21대 국회의원 선거에서 투표를 하면서 기표소에 가림막이 없는 것과 관련하여 부정선거라고 주장했으나 자신이 법무부 장관으로 있던 2014년 지방선거에서  중앙선거관리위원회가 여,야 의견 수렴을 거쳐 기표소 안에서의 투표용지 촬영을 예방하기 위해 도입된 것으로 선거권자가 이의를 제기하면 설치하는 것으로 드러났고 이날 황교안이 투표할 때도 가림막을 설치했다.
황교안은 선거에서 39.9%를 득표하여 58.3%를 득표한 더불어민주당 이낙연 후보에게 큰 표 차이로 패배하여 낙선하였고 미래통합당 대표직을 비롯한 모든 당직에서 사퇴했다.
2021년 7월 제20대 대통령 선거 출마를 선언하고 국민의힘 경선에 출마했으나 2차 컷오프에서 본선 4명에 오르지 못하고 탈락했다.
2021년 12월 20대 대선이 부정선거가 되면 안된다면서 부정선거방지대의 총괄대표에 취임했다.
2022년 3월, 제20대 대통령 선거 사전투표는 부정선거라며 본투표를 하자고 제안했다.
2022년 10월, 국민의힘 대표 출마를 선언하였다.
이에 2023년 2월 본선에 진출하였지만, 8.72%로 낙선하였다.

## 논란과 의혹

### 징집 면제 의혹
황교안은 1977년부터 1979년까지 3차례 징병검사를 연기하다가 1980년 징병 검사 때 만성 담마진(두드러기 질환)이란 피부병으로 징집 면제 처분을 받았다. 황교안은 징병검사에서 면제판정을 받은 이듬해인 81년 사법시험에 합격한 점 때문에 잇단 징병검사 연기와 면제 판정 사이의 연관성을 의심받는 상황에서, 황교안이 두드러기 질환 판정을 받기도 전에 징집을 면제 판정을 받은 것이 밝혀져 논란이 되었다. 즉 황교안은 1980년 7월 10일 병원으로부터 두드러기 질환 판정을 받았는데 이미 7월 4일 병무청으로부터 징집 면제 판정을 받은 것이다. 김광진 의원실은 인사청문회 전 "병무청과 병원측에서도 질병에 대한 정밀검사 등을 모두 받은 후 징집면제 판정을 받은 것이 순서인데 황교안은 반대로 병징집제 판정을 받아놓고서 정밀검사를 진행하는 것은 앞뒤가 전혀 맞지 않는 비정상적인 상황이라고 하였다."고 주장하였다. 그리고 군 면제 판정을 받을 정도의 질병을 갖고 사법시험에 합격했다는 점도 의문이라는 지적도 받았는데, 황교안은 기자와의 통화에서 "(고시공부를 하는데) 지장을 주는 그런 질환은 아니다"고 해명했다. 당시 군의관이었던 손광식은 "7월 4일 날 정밀검사 보낼 때는 ‘이상’을 찍고, 이 두 칸은 비워 둔 채 정밀검사로 갑니다. 갔다가 정밀검사가 7월 10일 날 결과가 나오면 그다음에 여기 비워 둔, 7월 4일 자에 비워 둔 두 칸에 그 판정을 기록합니다."라고 증언하여 7월 4일 병무청 병징집면제 판정을 받은 것처럼 기재되어 있는 이유에 대하여 설명하였고, "징병검사할 때 일반 신체검사 환자가 거의 대부분이고 이 후보자처럼 면제받는 사람은 극소수라서 그런지 그런 오해를 받도록 이렇게 일반 신체검사용으로 한 라인에다가 좍 써 놨기 때문에 그런 오해가 나옵니다."라고 증언하여 위와 같은 의혹 제기는 오해에 불과하다고 증언하였다.
황교안 총리 인사청문회 과정에서 병무청 직원인 김용학은 "당시에는, 84년 이전 당시에는 관련 규정이 없었기 때문에 최초 검사 일자를 면제 일자로 할지 또는 최종적으로 병역 처분한 날짜를 면제 일자로 할지에 대한 규정이 없었습니다. 그래서 84년 9월 22일 날 시행령이 개정돼서 ‘군병원으로부터 신체검사를 받은 사람에 대해서는 신체검사를 받은 때에 병역 처분한다’라고 시행령이 바뀌어졌습니다."고 증언하였다. 만성 담마진 판정 전에 징집 면제를 처분을 받았다는 사실 때문에 병역 비리 의혹이 제기되었다.

### 가정폭력 원인 발언
2004년, 당시 부산지검 동부지청 차장검사이던 황교안은 기독교 신자인 기자들과의 간담회에서 '가정폭력의 원인'에 대하여“사실 부산 여자들이 드센 이유도 있다. 반면 남자들은 말싸움이 안되니까 손이 먼저 올라가는 것이고…”라고 했다. 2015년 6월 9일 인사청분회에서, "부산에서 여성 비하 발언을 한 것 아니냐"는 은수미 의원 지적에 "오해 소지가 있는 발언을 한 점에 대하여서는 대단히 잘못하였다. 말 취지와 앞뒤 이야기를 보면 "가정폭력 원인에 술이 있다"는 이야기를 하던 중이었다. 여러 이야기를 하며 불필요한 말을 한 점 잘못됐다는 말씀을 드린다." 라고 이야기 하였다.

### N번방 처벌
황교안이 20년 4월 1일, 오전 진행된 방송기자클럽 토론회에서 "N번방 사건" 발언에 정치권 후폭풍이 거세다. 더불어민주당도 논평을 내 "미성년자를 포함한 성착취 동영상을 공유방에 들어가려면 암호화폐를 이용하여 최대 200만원가량 입장료를 내야 한다, 황교안은 이를 "단순 호기심" 이라며 범죄 가해자에게 관용을 베풀고 싶은 것이냐 (강훈식)" 라고 꼬집었다. 황교안은 텔레그램 N번방 사건 가입자 신상 공개에 대하여 "가해자는 물론이고 유포, 참여자에 대하여서 강력 처벌이 필요하다. 다만 호기심이 의하여 방에 들어왔는데 막상 적절하지 않다 싶어서 활동을 그만둔 사람들에 대하여서는 판단이 다를 수도 있다고 본다" 라고 발언하여 논란이 되었다. 이에 심상정은 "텔레그램 N번방 접속 링크는 아주 적극적으로 검색하여야만 찾을 수 있다. 게다가, 대다수 N번방들은 돈을 지불하여야만 입장할 수 있었다 황 대표는 돈을 내고 여러 단계를 거치며 성 착취물을 쫓아 접속한 텔레그램 N번방 이용자들에게는 죄가 없다고 보는 것이냐. N번방 사건 참여자들은 단순히 이를 시정한 것이 아니라, 피해자에 대한 폭력을 함께 모의하고 부추긴 적극적인 가담자였다. N번방 운영자와 유포자뿐만 아니라 이용자 모두 죗값을 치러 마땅하다. 오늘 황교안 발언은 매우 문제적이다. 국회 응답을 기다리는 국민들은 묵묵부답인 국회 앞에 절망까지 느끼고 계실 것이다. 국민 앞에 황 대표는 사과하라" 라고 항의글을 페이스북에 게재하였다. 열린민주당 여성 비례후보 일동 명의로 보도자료를 내고 "황교안은 자신이 한 말이 앞뒤가 맞지 않다는 사실을 알고나 있는가. 황교안이 안일한 인식에 분노마저 인다. 도저히 공당 대표 발언이라고는 믿을 수 없다." 라고 밝혔다. 이에 황교안은 "저는 N번방 사건 가해자, 참여자에 대하여서 무관용 원칙으로 수사와 처벌이 필요하다는 입장이면서, 제가 개별적인 판단이 필요하다고 말씀드린 부분은, 법리적 차원에서 처벌 양형은 다양한 고려가 필요하다는 일반론적인 이야기를 하였을뿐이다. 이들 26만명 전원이 누구인지, 무슨 짓을 하였는지 밝혀야 한다. 국회 특별법 제정에 국민의 힘이 앞장서겠다" 라고 밝혔다.

### 역사관
현대사나 정치 현실에 대한 황 후보자의 '인식'도 논란이 됐다. 황교안은 2009년에 쓴 집회시위법 해설서에서 4·19 혁명을 ‘혼란’으로, 5·16 군사쿠데타를 ‘혁명’으로 표현한 바 있다. 2009년 용산4구역 철거현장 화재를 두고는 농성자들의 불법·폭력성이 원인이었다고 서술하기도 했다.
2020년 2월 9일 4·15 총선 출마를 선언한 지역인 종로구 주민과의 대화에서 역사 인식 논란에 휩싸였다. “1980년 그때 하여튼 무슨 사태가 있었죠? 학교가 휴교 되고 이랬던 기억도 나고 그러네요.”라는 발언을 했는데 5·18민주화운동을 '1980년 무슨 사태'라고 표현했다는 것 아니냐는 비판이 쏟아지자 황 대표는 광주와는 무관한 발언이었다고 해명하였다. 논란이 계속되자 자유한국당은 보도자료를 통해 1980년 5월 17일 휴교령을 말한 것으로 5.18민주화운동과는 무관한 발언이라고 강조하면서 허위사실 유포와 명예훼손에는 법적으로 대응하겠다고 밝혔다.

### 전관 예우 및 전화 변론
황교안은 16개월 동안 총 119건의 사건을 담당하여 월 평균 6건으로 일반 변호사보다 3배 이상 많이 수임을 한 것이 확인되었고 일반 변호사들도 꺼리는 고소 대리 사건을 수임한 기록도 나와 전관예우 의혹도 제기되었다. 황교안은 2011년 9월부터 법무법인 태평양의 고문변호사로 활동하며, 2013년 1월까지 16개월 동안 월평균 1억원으로 세전을 기준으로 16억원의 급여를 받았다. 과거 황교안이 16개월 동안 재판을 수임한 건수는 단 2건이였고, 2건의 재판은 부동산업자가 투자자들을 속여 땅을 사기분양한 사건이었다는 의혹도 제기된 바가 있었으나, 인사청문회 과정에서 119건을 담당한 사실이 확인되어 위와 같은 의혹 제기는 사실과 다른 것이라는 점이 확인되었다.
황교안은 2013년 2월28일 법무부 장관 후보자 국회 인사청문회에서 "제가 그 많은 급여를 받은 점에 대해서는 거듭 송구하다는 말씀을 드리고, 주변 분들이 다 납득할 수 있는 그런 봉사활동과 기여활동을 하겠습니다."고 약속했다. 2015년 6월 9일 인사청문회 둘째 날에 황교안은 사회복지공동모금회에 1억원을 익명으로 기부한 사실을 공개하며, "장애인단체나 또 해외봉사단체나 이런 데 제가 기부했던 부분들이 있습니다. 있지만 그런 것들을 얘기하고 싶지 않고 아까 사회복지공동모금회에도 사실은 제가 그때 익명으로 했습니다. 그리고 그 공동회에도 ‘내가 했다는 걸 외부에 알리지 마라’ 그래서 지금까지 안 알렸던 겁니다. 지금은 자꾸 그런 얘기가 나오니까 할 수 없이 제가 신고하고 말씀을 드리는 겁니다."라고 공개 경위를 설명하였다.
또한, 변호사법 등에 따라 사건을 수임한 변호사는 소속 지방변호사회를 거쳐 검찰이나 법원에 선임계를 제출해야 하지만 황교안은 선임계를 제출하지 않고 수임한 사건이 19건이라는 것이 밝혀짐으로써, 소위 '전화변론(전관 변호사들이 고액의 수임료 수수, 소득 신고 누락에 따른 탈세 등을 위해 사용하는 변칙적인 사건 수임)'을 통해 수사나 재판에 개입한 것이 아니냐는 논란이 일었다. 황교안은 2015년 6월 8일 인사청문회에서 "선임계는 변론이라고 하는 게 있습니다. 수사에 나가서 방어를 하거나 또는 법정에 나가서 관여를 하거나 그런 변론이 있을 때 내는 게 선임계입니다. 제가 변론에까지 나가지 않은 단계였"다며 변호사법은 변론활동을 하기 위해서는 선임계를 제출하도록 규정하고 있으므로 변론활동을 하지 않은 이상 변호사법에 위반된 것이 아니라고 답변하였다.
황교안이 인사청문회를 위해 국회에 제출한 자료 중 변호사 시절 사건 수임내용 관련 자료 중 19건이 화이트칠을 해서 제출한 것을 두고 고의적인 인사청문회 방해 행위라는 논란과 함께 '전화변론' 의혹을 받았다. 위 19건은 법조윤리협의회이 법무법인 태평양에 재직중이던 황교안으로부터 담당사건 자료로 신고된 자료 중 19건을 신고 대상이 아닌 자문 사건에 해당한다는 이유로 국회에 제출하지 않은 것으로 확인되었는데, 이홍훈 법조윤리협회회 이사증은 2015년 6월 10일 인사청문회에 증인으로 출석하여 "이게 왜 이렇게 됐는가는 과거에, 전에도 국회 인사청문회에 제출할 때 자료를 어떻게 할 것인가에 대해서 원칙적으로 89조의9제2항1호의 규정상은 관련 시행령, 변호사법 시행령이라든지 또 변협회에서 수임사건 제출규정 여러 가지를 고려하고 변호사법 3조라든지 여러 가지 규정을 관련해서 봤을 때 이 수임사건을 뭐로 볼 것이냐에 대해서 지금 말씀하신 대로 자문도 포함된다고 하는 그런 논의도 있었지만 법의 규정상 엄격하게 해석해야 한다…… 왜냐하면 비밀유지 의무가 있기 때문에 그것을 넓게 해석했다 자칫 잘못해서 이것이 아니다 할 때는 법조윤리위원 전체가, 위원이라든지 직원이라든지 비밀유지 의무가 있어서 형사 처벌 대상이 되기 때문에 우리로서는 엄격하게 해석해야 하고 또 이 입법 취지를 저희가, 2013년도에 법을 개정할 때 충분히, 입법을 할 때 과정을 저희가 회의록을 조사해 보고 그 뒤에 우리 법조윤리협의회에서도 ‘이 법은 좀 문제다’ 작년에 세미나에서도 이 부분을 지적했던 부분입니다. 그래서 이미 종전 인사청문회 때 이 법이 저희 법조윤리협의회에서는 정리가 됐기 때문에 이 경우는 수임 사건에 한하자…… 그리고 지금 자문 사건에 대해서는 저희 윤리협의회에 신고하는 변호사가 거의 없는 상황인데 이 사건에 대해서 자문하고 수임사건하고를 같이 해서, 그렇다면 법의 해석에 따라서 수임사건만 국회에 자료 제출해 주는 것이 맞다 해 가지고 그것을 사후에, 지난번에 지금 말씀하신 대로 그날 일요일이 돼 가지고 다 비상임들이라 서면으로 결의를 할 때도 그것에 대한 내용은 충분히 설명을 해 드렸습니다, 수임사건의 범위에 대해서. 그래서 다른 위원들도 대다수가 다 동의를 했고 그래서 국회에 그런 의견을 보냈던 겁니다."라고 증언하였다.

### 과도한 의전
권한대행시절 대통령이 연루된 불법행위와 국회에서의 탄핵소추가 의결된 사건으로 권한대행에 임명되었을 때 본인의 취임을 기념하는 기념시계 등을 만들어 배포하여 논란이 되었다.

### 법무부장관 인사청문회 위증 논란
2013년 2월 열린 법무부 장관 후보자 인사청문회에서 황교안은 "(내가 수임한 사건은) 선임계를 다 제출했다"고 하며 '101건'의 사건수임 내역을 공개하였다. 그러나 2015년 국무총리 후보자 인사청문회에서 법조윤리협의회는 황교안이 선임계를 제출하지 않고 수임한 사건까지 포함하여 '119건'의 사건수임 내역을 제출함으로써 위증이 논란이 되었다. 황교안은 이에 대해 2015년 6월 8일 인사청문회에서
"제가 설명하려고 했던 부분은 아까 다른 위원님이 말씀하셨던 것처럼 법인에서 수임한 사건, 선임한 사건, 선임계를 낸 사건, 담당한 사건, 이런 얘기들을 막 섞어서 얘기를 하면서 위원님과 제 사이에 질의와 답변이 오가면서 혼선이 있었습니다. 그 부분을 정리하자면 제가 담당한 사건은 119건이었습니다. 그리고 그중에는 송무사건이 있고 자문사건이 있습니다. 송무사건 중에서 변론을 한 사건들에 관해서는 빠짐없이 선임계를 냈다, 이것이 제가 말씀드린 전제의 취지였습니다.", "위원님께서 지금 말씀하신 것처럼 용어가 많이 혼선을 빚으면서 설명들이 복잡해진 측면이 있습니다. 지난 청문회에서 ‘101건에 대해서 선임계가 다 제출이 되어 있느냐’ 이런 질문이 있었고 제가 답변한 내용은 ‘그렇게 알고 있습니다’ 이런 내용으로 정정해서 말씀을 드린 것이 있습니다. 맨 처음에 ‘그렇습니다’라고 말을 했는데 ‘그렇습니다’라는 말이 좀 부정확한 표현이어서 제가 그때 분명하게 ‘그렇게 알고 있습니다’ 이렇게 말씀을 드렸습니다. 그런데 그 당시는 제가 수임자료를 보관하고 있지 않은 상태였기 때문에 정확하게 몇 건을 담당하였는지에 대해서 답변을 드릴 수가 없는 상황이었습니다.
그래서 제가 담당 변호사로 선임된 사건들은 선임계를 다 낸 것으로 알고 있다 이런 취지의 말씀을 드린 것이었는데, 그래서 제가 그 기억을 토대로 해서 답변을 드린다는 점을 말씀을 드렸던 것이었습니다. 당시에 그 선임계 제출에 대해서 말씀드린 취지는 거듭 말씀드리지만 제가 담당한 모든 사건에서 선임계가 제출되었다는 것이 아니고 변론을 한 경우에는 모두 제출되었다 이런 말씀을 거듭 드린 것입니다. 말씀드린 것처럼 그것이 막 여러 용어들이 혼선되면서 부정확하게 그렇게 표현이 된 것 같습니다. 결론적으로 말하면, 제가 법조윤리협의회에 제출한 119건 이것은 전부 송무사건과 제가 맡았던 순수 자문사건 이런 것을 다 포함한 그런 총수입니다. 뭘 숨기고 가리고 할 것이 없이 제가 담당했던 사건을 다 제출한 것입니다. 그중에 송무사건의 경우에는 기본적으로 변호인선임서가 제출되는 경우가 대부분입니다. 직접 변론 활동을 하는 단계까지 진행되지 않은 경우에는 변론을 하지 않았기 때문에 변호인선임서가 제출되지 않게 되는 수도 있습니다. 이런 부분에 관해서 혼선이 좀 있었는데 정리할 수 있는 기회를 주셔서 감사의 말씀을 드립니다."라고 설명하였다.
2013년 2월 28일 장관청문회 당시 황교안은 "후보자가 보관하고 있던 업무자료나 기억 등을 토대로 검토하여 본바 법무법인 재직기간 중에 팀 소속 변호사를 총괄 지휘하면서 변론계획 수립, 법리 검토, 의견서 작성 제출 등으로 담당한 사건 내역은 다음과 같습니다. 형사사건 54건, 민사, 상사, 가사, 행정사건 47건, 합계 101건, 그 외에도 수시로 법률자문 업무를 수행하였습니다."라는 서면 답변 자료를 제출하였는데, 당시 국회회의록에 의하면 기억에 의존하여 자료를 제출하는 것이라는 단서를 전제로 답변서를 제출한 것으로 확인된다.

### 법무부장관 임명 축하금 1억1714만 원 논란
황교안이 2013년 2월13일 법무부장관에 지명된 후 법무법인 태평양에서 사직한 2013년 2월 18일까지 5일간 지급받은 상여금 96,627,000원과 급여 6,433,928원을 받았는데 이 돈의 성격이 논란이 되었다. 정의당 박원석 의원은 "법무법인 태평양이 장관 취임 '축하금'을 줬거나, 일종의 '보험료'를 낸 것으로 뼛속까지 전관예우를 받은것으로 보인다"라고 지적했다. 황교안은 총리 인사청문회 당시 서면 답변 자료를 통해 "2월 13일 날 지명을 하셨고 2월 18일까지 기존 업무 정리, 인수인계 등의 일을 했다"고 답변하였고, 인사청문회 첫날인 2015년 6월 8일 "한 달 18일을 근무를 했고 일을 했기 때문에 그 기간 동안에 있었던 성과급이 지급된 겁니다. 그 이전의 지급 내역과 비교해 보시면 위원들께서 이해하실 수 있을 겁니다."라며 성과급 및 급여 지급 과정에 아무런 문제가 없다고 해명하였다.

### 국정원 대선개입 사건 무마
2013년, 국정원 대선개입 사건 수사를 진행 중이던 채동욱 검찰총장과 서울중앙지검 특별수사팀은 원세훈 전 국정원장이 2012년 대선 당시 댓글 등을 통해 정치에 관여했다고 판단해 구속영장을 청구하려 했으나, 황교안이 “증거가 충분치 않다”며 보류했다. 당시 수사팀장이던 윤석열 부장검사가 직속상관인 조영곤 당시 서울중앙지검장에게 항명하는 사태가 전개됐다. 황교안은 윤석열 부장검사와 박형철 검사에게 징계를 내린 후 각각 대구고검과 대전고검으로 좌천시켰다. 그리고 원세훈 전 국정원장에게 공직선거법 위반 혐의를 적용하는 걸 끝까지 반대했다. 그러나 2015년 2월 서울고등법원은 황교안의 판단과는 달리 원세훈 전 국정원장의 대선 개입을 유죄로 인정해 징역 3년을 선고하고 법정구속했다.
한편 2013년 9월, 채동욱 당시 검찰총장이 국정원 대선개입 사건 수사를 지휘하던 중 ‘혼외자’ 의혹이 불거지자 황교안 장관은 채동욱 총장 감찰을 지시했는데, 이는 법무부 장관이 검찰총장 감찰을 지시한 첫 사례다.

### 기무사 반란계획 책임논란
황교안이 대통령 권한대행이던 시절 기무사에서 불법 계엄령을 준비했던게 다량의 문서로 확인되면서 당시 정부수장인 황교안 대통령 권한대행에 대한 책임논란이 불거지고 있다. 더불어 계엄령 계획문서에는 대통령 권한대행의 서명란도 확인되어 황교안도 이 반란에 참여했다는 의혹을 사고 있다

### 전관 예우 수익 기부
황교안은 국무총리 인사청문회를 앞두고 본인과 아내, 최근 결혼한 딸 한명(아들 재산은 공개 거부)의 재산으로 모두 22억9835만원을 신고했다. 2013년 법무부 장관 후보자 국회 인사청문회에서 "전관예우로 번 돈을 기부하겠다"고 약속했던 황교안은 2013년에 낸 법정기부금 1억110만여원, 지정기부금 1568만여원을 기부하였고 2014년에는 법정기부금 305만여원과 지정기부금 1036만여원을 기부했다. 독실한 개신교 신자인 황 후보자가 전관예우로 수익의 ‘십일조’에도 못미치는 액수인 1억3000여만원 정도만 기부한 것을 두고 '찔끔 기부'라는 비판을 받으며 기부약속을 지킨것인지 안 지킨것인지 논란이 일었다.

### 재산 신고 누락
황교안의 아내 최지영의 금융자산이 최근 6년간 6억 원 이상 늘어난 것으로 확인되면서 재산신고 누락 의혹이 제기됐다. 황교안이 창원지검장으로 재직하던 2009년 최 모 씨의 금융자산은 2,325만 원이었지만 2014년 12월 31일 기준 금융자산은 6억 5153만 원으로 신고되었다. 황교안의 인사청문회를 돕고 있는 국무총리실은 “대학에서 일하는 후보자 아내의 급여와 저축 등으로 금융자산이 증가한 것”이라고 해명했지만, 최지영의 소득은 6년간 연평균 5,000여만원이고 최씨 소유의 경기도 용인 아파트 전세보증금은 6년 동안 1억 8900만 원 올랐을 뿐이라, 불투명한 소득이 있었거나 황교안이 이전에 소득 신고를 제대로 하지 않았다는 의혹이 제기되었다.

### 현역 부장검사 2명, 황교안 인사청문회 지원 논란
법무부가 황교안 총리후보자 청문회 지원을 위해 정수봉 부산지검 동부지청 형사1부장과 권순정 의정부지검 형사5부장 등 현역 부장검사 두 명을 포함한 지원팀을 꾸려 국무총리실 청문회 지원단에 파견하기로 해 논란이 일었다.

### 특검 파견
조폐공사 파업 유도 특검 당시 특검보를 했던 김형태 변호사는 "진형구가 '조폐공사 사장을 시켜 파업을 유도했다'는 사실을 본인이 떠들었고, 이를 뒷받침 되는 증거인 공문서가 많아서 충분히 기소할 수 있는 상황이었다. 그런데 수사 대상 검사들이 쳐들어와 '자료를 내놓으라'고 하는 과정에서 강원일 특검이 이를 막아주지 않아 나는 사실상 쫓겨난 셈이다. 내가 사퇴하자 검찰 출신 중심 특검은 공안부장의 파업 유도 자백은 취중 거짓말이고 공문서도 허위라고 이상한 결론을 내버렸다. 그 과정에 황교안 특검 파견 검사가 있었다."고 말했다.

### 경남FC 경기장내 선거유세 논란
황교안 대표가 창원성산 보궐선거기간에 경남FC 홈경기장 안에서 선거운동을 해 경기장 내 선거운동을 금지한 축구협회와 프로축구연맹 규정을 어겨 논란이 되고 있다. 황교안 대표는 강기윤 후보와 함께 경기장 밖에서 시민들과 인사를 나눈 후 경기장 안에까지 들어갔으며
당시 황교안대표는 한국당 당명이 적힌 붉은 점퍼를, 강기윤 후보는 당명과 당 선거기호인 2번, 자신의 이름이 적힌 붉은 점퍼를 입고 있었다. 이 같은 행동은 경기장 내 정치적 행위를 금지한 축구협회와 프로축구연맹 지침에 어긋난다.규정에 따르면 선거 입후보자는 개별적으로 티켓을 산 후 경기장으로 입장할 수 있다. 그러나 경기장 안에선 정당명, 기호, 번호 등이 노출된 의상을 입을 수 없다. 또 정당명, 후보명, 기호, 번호 등이 적힌 피켓, 어깨띠, 현수막 노출과 명함, 광고지 배포도 할 수 없다.이를 어기면 홈팀에 10점 이상의 승점 감점, 무관중 홈경기, 2천만원 이상 제재금 등의 벌칙이 따른다. 다른 정당들도 같은날 선거운동을 위하여 경남FC 경기장을 찾았으나 경기장 밖에서 유세를 하는 것으로 그쳤다.
경남FC측은 “경기 당일 경호업체가 황 대표 측에 정당명, 기호명, 후보자명이 표기된 상의는 입장불가로 공지를 했다. 일부 유세원들은 검표원이 ‘입장권 없이 못 들어간다’고 얘기했지만 이를 무시하고 막무가내로 들어가면서 상의도 벗지 않았다”면서 “‘경기장 내에서 선거유세를 하면 안 된다’, ‘규정에 위반된 행동이다’ 등 만류했지만 강 후보 측은 이를 무시한 채 선거운동을 계속 진행했다”고 당시 상황을 설명했다. 경남FC 측은 강 후보 측에 도의적 책임과 법적 책임을 묻겠다고 강조했다. 경남 FC는 황교안 대표를 비롯한 자유한국당의 경기장내 유세로 상벌위원회에 회부되어 제재금 2000만원의 징계를 받았다. 자유한국당측에 대납을 요청하였지만 황교안 대표는 선거법에 걸릴 수 있다면서 2000만원을 낼 의사가 없다는것을 밝혔다.

### 아들의 특혜 논란
황교안 아들은 서울고와 연세대 법대를 졸업했다. 학점 4.3 만점에 3.29, 토익은 925점, 컴퓨터 관련 여러 자격증 등을 소유했다.
황교안 아들은 KT 입사과정에서 "1차 실무면접"에서 다수의 면접관으로부터 'C'를 받았다. 최종 관문인 임원면접에서 면접관 4명 모두로부터 'A'를 받은 것으로 알려졌다.
황교안 아들은 마케팅 직군으로 입사한 지 10개월만에 법무실로 배치됐다. 보통 신입사원의 경우 최소 2년 정도 지나야 본인의 희망부서와 회사 상황 등을 고려해 인사이동이 이뤄진다.
황교안 아들이 법무실로 이동할 때 '윤리경영실장'이 "정성복" 전 검사였으며, 법무실장은 황교안이 검사시절 함께 일한 후배였다. '정성복'은 황교안이 검사 시절 성남지청장 후임으로 왔던 인물이다.
2019년 6월 19일 숙명여대를 찾아 ‘스펙’이 없이도 기업이 원하는 특정 역량을 갖추면 대기업에 취업할 수 있다며 KT에 취업한 자신의 아들을 사례를 들었다. 이 때 "아들의 학점과 영어성적을 낮춰서 이야기했다"는 것이 알려져서 논란이 됐으나 2019년 6월 24일 기자들과 만난 자리에서 "낮은 점수를 높였다면 거짓말이겠지만, 그 반대(여서 문제가 없다)"라고 해명했다.

### 삼성 금전 수수 의혹
2013년 10월 17일 열린 법무부 국정감사에서 새정치민주연합 박범계 의원은 황교안의 이름이 2002년 삼성 떡값 명단에 들어있으며 떡값 액수는 500만 원이라고 하였다. 김용철 변호사(전 삼성 구조조정본부 법무팀장)가 2007년 삼성 비자금 폭로에 앞서 천주교정의구현사제단 앞에서 작성한 자술서에 의하면 2002년 당시 황교안이 서울중앙지검 공안2부장이 되면서 삼성의 관리를 받았다는 이야기였다. 황교안은 "떡값 명단의 발원지는 모두 김용철 변호사인데 그분의 말에 대해서는 2007년 특검에서 다 조사를 했고, 특검에서는 '혐의 없다'라고 발표를 했다."고 해명했다. 그러나 2013년 11월 13일 열린 김진태 검찰총장에 대한 국회 인사청문회에서 새정치민주연합 신경민 의원이 '삼성 특검' 수사 자료를 공개했는데, 황교안이 2002년부터 2003년까지 1년에 2, 3회, 각 500만 원, 많게는 2000만 원까지 떡값을 수수한 것으로 나타나 있는 일명 '삼성 떡값 리스트' 문건이었다. 황교안은 '삼성 떡값' 연루 의혹을 극구 부인하였다.

### 불교와의 관계
2019년 5월 12일 황교안 대표는 경북 경산에 있는 한 교회에서 예배를 본 뒤 경북 영천의 은해사 봉축 법요식에 참석했다. 이 자리에서 독실한 개신교 신자인 황 대표가 합장 등 불교의식을 따르지 않은 것으로 알려지자, 불교계 일각에서 반발했다. 황교안은 같은 날 5월 12일 "저는 크리스천으로 계속 생활했고 절에는 잘 가지 않아 절에서 행해야 할 절차나 의식에서 부족한 부분이 많았을 것"이라며 "앞으로 잘 배우고 익히겠다"고 했으며 5월 28일 자유한국당 공식 유튜브 채널에서 재차 사과했다. 2020년 1월 17일에는 자유한국당이 황교안 대표 명의 명절 선물로 조계종 총무원·중앙총회 의장 등 앞으로 육포를 배송했다가 회수하는 일이 있었다. 자유한국당은 조계종에 당대표 비서실과 배송업체 간 소통에 문제가 있었다고 사과하였으며 비서실장 김명연 의원은 사표를 제출하였다. 김현 더불어민주당 사무부총장은 페이스북에 "특정 종교에 대한 홀대"라며 "배송 탓으로 어물쩍 넘기려는 발상이 더 큰 문제"라고 했다.

### 21대 총선 부정선거 음모론 주장
2020년 4월 15일 21대 총선에서 사전투표 당시 부정선거 의혹에 대한 증거를 확인했다고 주장하는 황교안은 그 이후로 북한 개입으로 총선에 참패했다며 21대 총선 부정선거 음모론을 주장하고 있다. 이에 2022년 3월 1일 중앙선거관리위원회는 투표 참여율을 높여 공직자 선출 시스템의 정당성과 공정성을 부여하는 사전투표를 반대한 황교안, 민경욱, 공병호를 고발하였다.
2025년 5월 21일 개봉일에 내란우두머리 혐의로 불구속 비상계엄 재판을 받던 윤석열과 서울 메가박스 동대문을 찾아 '부정선거, 신의 작품인가'를 관람했다. 그의 관람에는 이 영화를 감독한 이영돈, 제작을 맡은 전한길도 그 옆에 앉아 관람했다. 관람 도중 윤석열의 12.3 계엄 선포 장면이 나오자 황교안은 관람객과 함께 박수를 쳤다.

## 종교
야간 신학대학을 다니며 교회 전도사를 지내기도 한 독실한 침례교 소속 개신교 신자다. 법조계 기독교모임인 '애중회' 회원으로 활동하고 있다.
- 어릴 때부터 목동 성일침례교회의 성도다.[3] 황교안은 1996년부터 매년 이 교회에서 형편이 어려운 학생들에게 '전칠례 장학금'을 지급해왔다. 전칠례는 1995년에 작고한 어머니의 이름으로, 어려운 학생들을 도와야 한다던 어머니의 뜻을 잇기 위해 장학사업을 시작했다고 한다.
- 아가페는 민영 교도소 설립을 추진해온 개신교 단체로, 2010년 12월 경기도 여주시(당시 여주군)에 민영 교도소인 '소망교도소'를 개소했으며, 황교안은 2001년 12월부터 2013년 2월까지 아가페의 이사를 맡은 바 있다. 교도소 건립을 위해 본인 명의로 30만원을 헌금했고, 법무법인 로고스는 1,783만 9,000원을 기부한 것으로 아가페소식지에 기재돼 있다.

| “ | 교도소 안에는 참으로 많은 사람, 여러 종류의 사람들이 수용되어 있다. 이들은 모두 복음의 회복이 필요한 사람들이다. 우리 나라의 경우 교도소 재소자들의 재입소율은 30%가 넘는다. 그런데 브라질의 휴마이타 기독교교도소, 미국 텍사스주 교도소의 기독교교정프로그램(IFI)을 거친 재소자의 재입소율은 5% 미만으로 나타나고 있다. 이것은 재소자들을 기독교 정신으로 교화해야만 확실한 갱생이 가능하다는 것을 실증으로 증명하고 있는 것이다. 우리 주님의 복음에는 새롭게 하는 능력이 있다. 엄청난 재범율을 극복할 수 있는 유일한 대안은 복음뿐이다. 이제는 이 땅의 모든 크리스천들이 전국 45개 교도소에 수용되어 있는 60,000여 명의 갇힌 자들을 생각해야 할 때이며 그들을 주님께 인도해야 한다. | ” |

## 평가
검찰 재직 당시 그는 대표적인 '공안통'으로 검찰 내 신망이 높았다.
법무부 장관 재임 시절 추진한 '마을변호사' 제도는 시행 초기에는 실효성이 적다는 비판을 받았으나 시행 자체에 대하여는 지역 주민들로부터 긍정적인 평가를 받았다.
2018년 10월 리얼미터에서 범진보와 범보수로 나눠 진영별 차기 대선주자 선호도 조사를 한 결과, 황교안은 범보수 선호도 1위를 기록했다. 응답자 전체에서는 황교안 전 총리 13.9%, 유승민 전 바른미래당 대표 13.5%를 기록했고, 자유한국당과 바른미래당, 무당층 응답자에서는 황교안 전 총리가 28.5%, 유승민 전 대표가 10.7%를 기록했다.
북한의 선전매체인 우리민족끼리에서는 황교안에 대해 연일 민족의 역적이라고 하며, 대한민국의 친북언론의 내용을 언급하며 비판의 수위를 높이고 있다.

## 학력
- 1970년 서울봉래국민학교 졸업
- 1973년 광성중학교 졸업
- 1976년 경기고등학교 졸업
- 1981년 성균관대학교 법과대학 법학 학사
- 2006년 성균관대학교 대학원 법학 석사

## 경력
- 1981년: 제23회 사법시험 합격

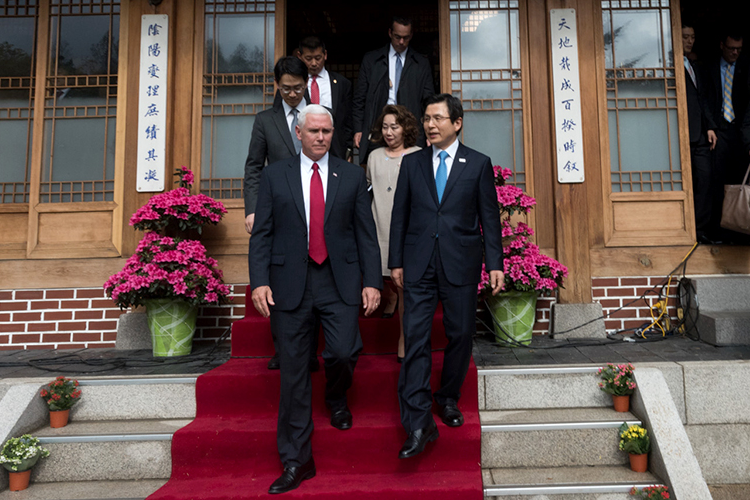
2017년 4월 방한한 마이크 펜스 미국 부통령과 환담하는 황교안 대통령 권한대행

- 1982년: 제13기 사법연수원 수료
- 1983.08~ 1986.04: 청주지방검찰청 검사
- 1986.04~1987.06: 대전지방검찰청 홍성지청 검사
- 1987.06~1990.02: 서울지방검찰청 공안1부 검사
- 1990.02~1992.08: 대검찰청 연구관
- 1992.08~1994.09: 서울지방검찰청 검사
- 1994.09~1995.09: 법무연수원 교관
- 1995.09~1997.02: 창원지방검찰청 통영지청 청장
- 1997.02~1999.06: 사법연수원 교수
- 1999.06~2000.02: 서울지방검찰청 북부지청 형사5부 부장검사
- 2000.02~2000.07: 대검찰청 공안3과장
- 2000.07~2001.06: 대검찰청 공안1과장
- 2001.06~2002.02: 서울지방검찰청 컴퓨터수사부 부장검사
- 2001.12~2013.02: 개신교 단체 아가페 이사
- 2002.02~2003.03: 서울지방검찰청 공안2부 부장검사
- 2003.03~2004.05: 부산지방검찰청 동부지청 차장검사
- 2004.06~2005.04: 서울고등검찰청 검사
- 2005.04~2006.02: 서울중앙지방검찰청 제2차장검사
- 2006.02~2007.03: 수원지방검찰청 성남지청 지청장
- 2007.03~2008.03: 법무부 정책기획단장
- 2008.03~2009.01: 법무연수원 기획부장
- 2009.01~2009.08: 창원지방검찰청 검사장
- 2009.08~2011.01: 대구고등검찰청 검사장
- 2011.01~2011.08: 부산고등검찰청 검사장
- 2011.09~2013.02: 법무법인 태평양 형사부문 고문 변호사
- 2011.12~2012.05: 선거방송심의위원회 위원장
- 2012.07~2013.03: CBS 자문위원
- 2013.03~2015.06: 제63대 법무부 장관
- 2015.06~2017.05: 제44대 대한민국 국무총리
- 2015.06~2017.05: 광복70년기념사업추진위원회 정부위원장
- 2015.11: 김영삼 전 대통령 국가장 장의위원장
- 2016.12~2017.05: 대한민국 대통령 권한대행
- 2019.01: 자유한국당 입당
- 2019.02~2020.02: 자유한국당 당대표
- 2019.02~2020.04: 여의도연구원 이사장
- 2020.02~2020.04: 미래통합당 당대표
- 2020.02~2020.04: 미래통합당 우한 폐렴 대책 태스크포스 위원장
- 2020.02~2020.09: 미래통합당 서울특별시당 종로구 당원협의회 운영위원장
- 2020.03~2020.04: 미래통합당 제21대 국회의원 선거 선거대책위원회 총괄선대위원장
- 2020.09~2020.10: 국민의힘 서울특별시당 종로구 당원협의회 운영위원장
- 자유민주원팀혁명위원회 총괄대표
- 부정선거방지 특수전사령부 총괄대표
- 2022.06: 법무법인 로고스 상임고문변호사
- 부정선거방지대 총괄대표
- 사단법인 이승만건국대통령기념사업회 이사장
- 황교안 법률사무소 변호사
- 2025.04: 국민의힘 탈당
- 2025.04~2025.06: 제21대 대통령 선거 무소속 대통령 후보(사퇴)
- 2025.07: 자유와혁신 창당
- 2025.07~: 자유와혁신 당대표

## 가족 관계
- 아버지: 황대복
- 어머니: 전칠례
  - 아내: 최지영
    - 아들: 황성진(1984년생)
    - 딸: 황성희(1986년생)

## 역대 선거 결과
|  | 39.97% |

|  | 0% |

## 소속 정당
| 소속 정당 | 소속 정당  | 소속 기간 | 비고      |
| --------- | ---------- | --------- | --------- |
|           | 무소속     | 2013~2019 | 정계 입문 |
|           | 자유한국당 | 2019~2020 | 입당      |
|           | 미래통합당 | 2020      | 합당      |
|           | 국민의힘   | 2020~2025 | 당명 변경 |
|           | 무소속     | 2025      | 탈당      |
|           | 자유와혁신 | 2025~현재 | 창당      |

## 같이 보기
- 대한민국의 법무부 장관
- 대한민국의 국무총리
- 대한민국의 대통령 권한대행
- 황교안 권한대행 정부

## 저서
- 《밤이 깊어 먼 길을 떠났습니다》, (동학사, 2019년) ISBN 9788971906385
- 《황교안의 답》, (여운, 2018년), ISBN 9791187453215
- 《교회와 법이야기》, (요단출판사, 2012년), ISBN 9788935014262
- 《국가보안법》, (박영사, 2011년), ISBN 9788964547199
- 《집회 시위법 해설》, (박영사, 2009년), ISBN 9788971899434
- 《법률용어사전 2009》, (청림출판, 2009년), ISBN 9788935203666
- 《국가보안법 해설》, (집영출판사, 1998년), ISBN 8987320073
- 《종교활동과 분쟁의 법률지식》, (청림출판, 1998년), ISBN 9788935203369
- 《검사님 이럴땐 어떻게 해야 되나요》, (만나, 1994년), ISBN 8975960153

### 어록
- 박정희 전 대통령 40주기 추도식에 참석하여 “박 전 대통령께서 어려웠던 대한민국의 경제를 되살리고 산업화를 이룩하는 큰 업적을 남겼다”며 “어떻게 어려운 대한민국을 부강한 나라로 만들었는가에 대한 리더십을 생각해봐야 한다. 특히 대통령의 경제 리더십은 본받을 게 많다”고 밝혔다.[102]